# 254
254（二百五十四、にひゃくごじゅうよん）は自然数、また整数において、253の次で255の前の数である。

## 性質
- 254 は合成数である。(オンライン整数列大辞典の数列 A002808)[1]
- 素因数分解 254 = 2 × 127
  - 約数は 1, 2, 127, 254 である。
  - 約数の個数は4である。(オンライン整数列大辞典の数列 A000005)[2]
  - 約数の和は384である。(オンライン整数列大辞典の数列 A000203)[3]
  - 82番目の半素数である。1つ前は253、次は259。(オンライン整数列大辞典の数列 A1358)[4])
  - 4番目のメルセンヌ素数127の2倍の数である。1つ前は62、次は16382。
    - これは4番目の完全数8128の素因数の積が254になることを示している。
    - 完全数8128の約数である。1つ前は127、次は508。(オンライン整数列大辞典の数列 A133024)
      - 完全数の約数とみたとき19番目の数である。1つ前は248、次は256。(オンライン整数列大辞典の数列 A096360)
- 1/254 =0.003937007874015748031496062992126… (循環節の長さは42)
  - 逆数が循環小数になる数で循環節が42になる7番目の数である。1つ前は245、次は294、最小は49。なお、42は126(=約数127 - 1 ）の約数である。
- 254 = 21 + 22 + 23 + 24 + 25 + 26 + 27
  - a = 2 のときの a1 + a2 + a3 + a4 + a5 + a6 + a7 の値とみたとき1つ前は7、次は3279。
  - 2の自然数乗の和とみたとき1つ前は126、次は510。
- 各位の和が11になる23番目の数である。1つ前は245、次は263。
- 254 = 22 + 52 + 152 = 22 + 92 + 132 = 32 + 72 + 142 = 62 + 72 + 132
  - 3つの平方数の和4通りで表せる15番目の数である。1つ前は251、次は257。(オンライン整数列大辞典の数列 A025324)
  - 異なる3つの平方数の和4通りで表せる6番目の数である。1つ前は234、次は261。(オンライン整数列大辞典の数列 A025342)
- 254 = 13 + 43 + 43 + 53
  - 4つの正の数の立方数の和で表せる56番目の数である。1つ前は252、次は256。(オンライン整数列大辞典の数列 A003327)
- 254 = 28 − 2
  - n = 2 のときの n8 − n の値とみたとき1つ前は0、次は6558。(オンライン整数列大辞典の数列 A195859)
  - n = 8 のときの 2n − 2 の値とみたとき1つ前は126、次は510。(オンライン整数列大辞典の数列 A000918)

## その他 254 に関連すること
- 年始から数えて254日目は9月11日、閏年は9月10日。
- 第254代ローマ教皇は、グレゴリウス16世（在位：1831年2月2日～1846年6月1日）である。
- ISO 3166-1（JIS X 0304 国名コード）の254は、フランス領ギアナ。
- 国際電話番号の254は、ケニア。
- 第二五四海軍航空隊 は、大日本帝国海軍の飛行隊。
- ロジャース (USS Rodgers, DD-254) は、アメリカ海軍の駆逐艦。
- リケッツ (USS Ricketts, DE-254) は、アメリカ海軍の護衛駆逐艦。
- ガーナード (USS Gurnard, SS-254) は、アメリカ海軍の潜水艦。
- 1インチは25.4mm。